# San Fernando de Monte Cristi
San Fernando de Monte Cristi é a capital da província de Monte Cristi, na República Dominicana. Está localizado na região noroeste do país, nas planícies costeiras, perto da fronteira com o Haiti.
Sua população estimada em 2012 era de 42 657 habitantes.

## Fontes

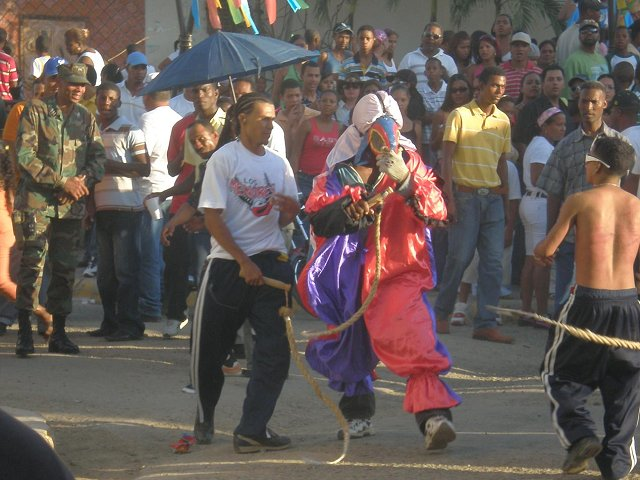
Carnaval de Monte Cristi.